# Wybory do Parlamentu Europejskiego w Austrii w 2014 roku
Wybory do Parlamentu Europejskiego VIII kadencji w Austrii zostały przeprowadzone 25 maja 2014. Austriacy wybrali 18 eurodeputowanych (w miejsce dotychczasowych 19). Frekwencja wyniosła 45,39%.

## Wyniki wyborów
| Lista wyborcza                        | Główny kandydat        | Głosy     | %    | Mandaty | Zmiana |
| ------------------------------------- | ---------------------- | --------- | ---- | ------- | ------ |
| Austriacka Partia Ludowa              | Othmar Karas           | 761 896   | 27,0 | 5       | –1     |
| Socjaldemokratyczna Partia Austrii    | Eugen Freund           | 680 180   | 24,1 | 5       | –      |
| Wolnościowa Partia Austrii            | Harald Vilimsky        | 556 835   | 19,7 | 4       | +2     |
| Zieloni – Zielona Alternatywa         | Ulrike Lunacek         | 410 089   | 14,5 | 3       | +1     |
| Neos – Nowa Austria i Forum Liberalne | Angelika Mlinar        | 229 781   | 8,1  | 1       | +1     |
| EU-STOP                               | Robert Marschall       | 77 897    | 2,8  | 0       | –      |
| Europa Anders                         | Martin Ehrenhauser     | 60 451    | 2,1  | 0       | –      |
| Die Reformkonservativen               | Ewald Stadler          | 33 224    | 1,2  | 0       | –      |
| Sojusz na rzecz Przyszłości Austrii   | Angelika Werthmann     | 13 208    | 0,5  | 0       | –1     |
| Głosy nieważne i puste                | Głosy nieważne i puste | 85 936    | –    | –       | –      |
| Razem                                 | Razem                  | 2 909 497 | 100  | 18      | –1     |